# 元天大聖后

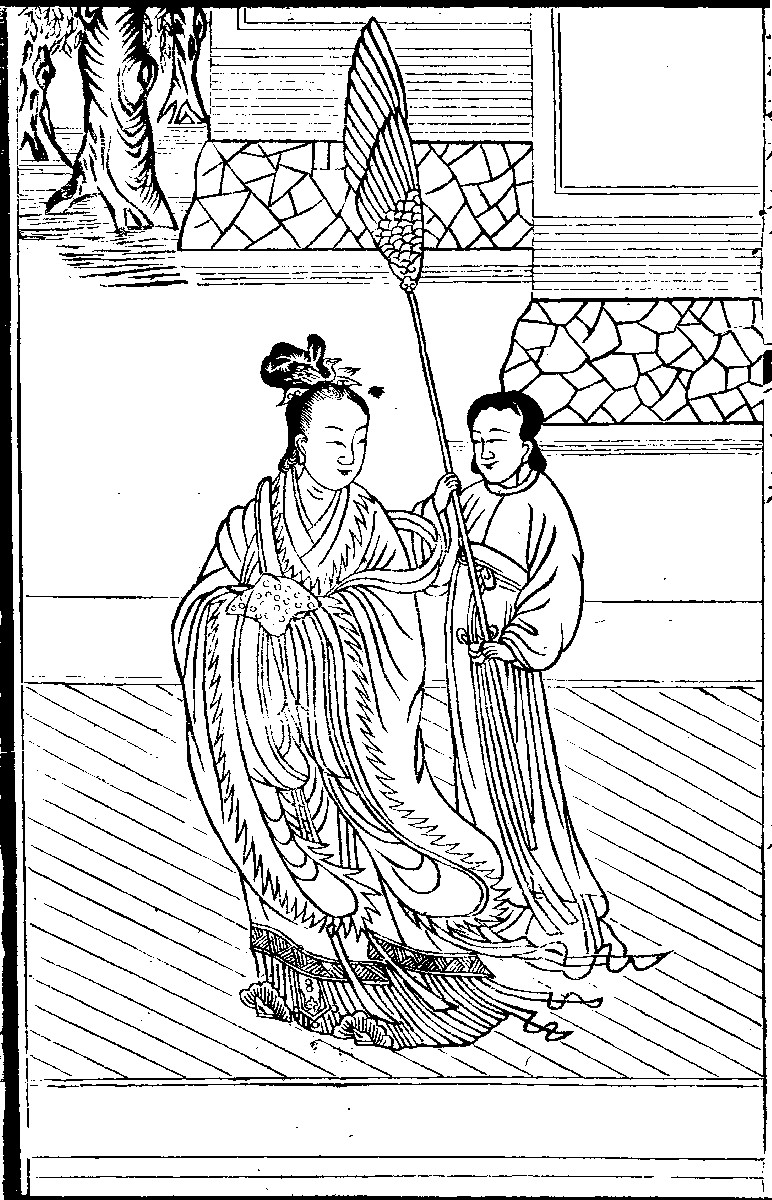
元天大聖后

元天大聖后，道教之神，赵玄朗之妻。宋真宗在大中祥符五年（1012年）十月，对宰相王旦等说他梦见了玉皇令赵氏祖先授予他天书，赵氏祖先自称是人皇九人中一人，曾转世为轩辕黄帝，后唐时，奉玉帝之命，七月一日降世，主赵氏之族，总治下界，名曰九天司命保生天尊赵玄朗。当年闰十月，宋真宗追尊趙玄朗之妻為元天大聖后。